# Tiverton
Tiverton (IPA /ˈtɪv(ə)tən/) – miasto i civil parish w południowo-zachodniej Anglii, w hrabstwie Devon, ośrodek administracyjny dystryktu Mid Devon. Położone nad rzekami Exe i Lowman, 18 km na północ od Exeteru. W 2001 roku miasto liczyło 16 772 mieszkańców. W 2011 roku civil parish liczyła 21 335 mieszkańców.

## Nazwa
Nazwa miasta pochodzi od jego usytuowania nad dwiema rzekami i w czasach średniowiecznych brzmiała "Twyfordton" (miasto nad dwiema rzekami). Tiverton zostało wspomniane w Domesday Book (1086) jako Tovretone/Tovretona.

## Historia
Nad miastem wznosi się grodzisko Cranmore Castle i fort rzymski, co dowodzi osadnictwa z epoki rzymskiej. Miasto rozwinęło się w czasach nowożytnych i było ośrodkiem handlu wełną. Jeden z handlarzy wełną, Peter Blundell, założył w roku 1604 szkołę powszechną, która istnieje do dziś. W XVIII wieku przy niskiej koniunkturze przez miasto przetoczyła się fala protestów i zamieszek. Rozwój przyniosła najpierw budowa młyna nad rzeką Exe przez Johna Heathcoata a następnie budowa kanału Grand Western Canal.